# コンスタンティン・クチャエフ
コンスタンティン・ヴィタリエヴィチ・クチャエフ（ロシア語: ТКонстантин Витальевич Кучаев、1998年3月18日 - ）は、ロシアのサッカー選手。ポジションはMF。

## クラブ歴
2017年4月2日にロシア・プレミアリーグ初出場。UEFAチャンピオンズリーグ 2017-18 グループリーグでプロ初得点。

## 代表歴
2020年11月12日、モルドバ代表との親善試合で代表初出場。